# Barão Fermoy
Barão Fermoy é um título no Pariato da Irlanda. Foi criado em 1856 para Edmund Burke Roche, que representava os distritos eleitorais de County Cork e de Marylebone na Câmara dos Comuns. Ele também serviu como lorde-tenente de County Cork. Seu filho mais jovem, James, o terceiro Barão, sentou-se como membro do parlamento por East Kerry. Ele foi sucedido por seu filho, o quarto Barão, que notavelmente representou King's Lynn no Parlamento. O atual detentor do título é seu neto, o sexto Barão, que sucedeu seu pai em 1984.
Diana, Princesa de Gales (1961-1997) foi uma trineta do primeiro Barão Fermoy e neta do quarto Barão Fermoy. Sua mãe, A Honorável Frances Shand Kydd, foi a segunda filha do quarto Barão, um amigo do Rei George VI e o mais velho dos filhos gêmeos de Frances Work, uma herdeira americana, e de seu primeiro marido, Hon. James Boothby Burke Roche, o qual, depois do divórcio, se tornou o terceiro Barão Fermoy. A avó materna da princesa, Ruth Burke Roche, Baronesa Fermoy, foi uma confidente e dama de companhia da Rainha Elizabeth (mais tarde Rainha Mãe), e a fundadora do festival anual de King's Lynn (de música clássica), em Norfolk, Inglaterra.

## Barões Fermoy
- Edmond Burke Roche, 1.º Barão Fermoy (1815-1874)  
  -  Edward FitzEdmund Burke Roche, 2.º Barão Fermoy (1850-1920)
  -  James Boothby Burke Roche, 3.º Barão Fermoy (1852-1920)
    - Cynthia Burke Roche (1884-1966)
      - Eileen Burden (1910-1970)
        - Sheila Maynard
          - Oliver Platt (1960-)

    -  Edmund Maurice Burke Roche, 4.º Barão Fermoy (1885-1955)
      - Frances Shand Kydd (1936-2004)
        - Diana Spencer (1961-1997)
          -  Guilherme, Príncipe de Gales (1982-)
            -  Jorge de Gales (2013)
            -  Carlota de Gales (2015)
            -  Luís de Gales (2018)

          -  Henrique, Duque de Sussex (1984-)
            -  Archie de Sussex (2019-)
            -  Lilibet de Sussex (2021-)

      -  Edmund Burke Roche, 5.º Barão Fermoy (1939-1984)  
        -  Patrick Maurice Burke Roche, 6.º Barão Fermoy (n. 1967)
        - (1) Hon. Edmund Roche (n. 1972)
          - (2) Archie Roche (n. 2007)

  - Hon. Alexis Charles Burke Roche (1853–1914)
    - George Denis Burke Roche (1893–1954)
      - Alexis Martinus Burke Roche (1922–1989)
        - (3) Peter Martin Burke Roche (born 1974)